# Аптека-музей «Крещатикъ»
Апте́ка-музе́й «Крещатикъ» — приватний музей, який розташовується в місті Черкаси, в будівлі колишньої, дореволюційної, та сучасної аптеки. Реставрація аптеки проводилась в середині 2000-их років.
Музей має пам'ятки старовини, які були зібрані з аптек та аптечних складів області і стали основою для створення першого в Черкасах такого музею. У стилізованому під дореволюційну аптеку приміщенні представлені фотокопії документів, знайдених у історичних архівах Києва та Черкас, серед них — указ Миколи I про завезення ліків у аптеки міста, виписки рецептів тодішніх аптекарів тощо. На полицях шаф містяться старовинні колби, мензурки, банки від давніх лікарських засобів. Є тут і аптечні ваги, яким приписують вік у 200—300 років.
За словами керівництва музею, взірцем для його створення став відомий музей-аптека у Львові.